# Raión de Oljovka
El raión de Oljovka (ruso: Ольхо́вский райо́н) es un distrito administrativo y municipal (raión) ruso perteneciente a la óblast de Volgogrado. Se ubica en el centro de la óblast. Su capital es Oljovka.
En 2021, el raión tenía una población de 16 383 habitantes.
El principal curso de agua del raión es el río Ilovliá, que lo atraviesa de noreste a suroeste. El territorio del raión es completamente rural.

## Subdivisiones
Comprende 31 localidades rurales, agrupadas en los siguientes trece asentamientos rurales:
- Gúrovo
- Gusiovka
- Zenzevatka
- Kámenni Brod
- Kireyevo
- Lípovka
- Nézhinski
- Oktiabrski
- Oljovka (la capital)
- Románovka
- Rýbinka
- Solodcha
- Yágodnoye